# Albert Ouzoulias
Pour les articles homonymes, voir Ouzoulias.
Albert Ouzoulias, dit « colonel André », est un militant communiste et résistant français (20 janvier 1915, Contrevoz - 28 novembre 1995, Créteil).

## Biographie

### Origine
Albert Ouzoulias vient d'une famille originaire de Neuvic (Corrèze), installée dans l’Ain. Son père, sabotier, est tué pendant la Première Guerre mondiale. Avec son frère Marcel Ouzoulias, adopté par la Nation le 14 juin 1919, il fut placé en pensionnat à Palisse.

### Débuts
Albert Ouzoulias répond en 1932, sans appartenance politique, à l'appel d'Henri Barbusse, de Romain Rolland, de Heinrich Mann, Maxime Gorki, Albert Einstein et John Dos Passos pour le Congrès mondial d'Amsterdam contre la guerre. Il s'installe en 1935 à Paris comme délégué national chargé de la propagande.

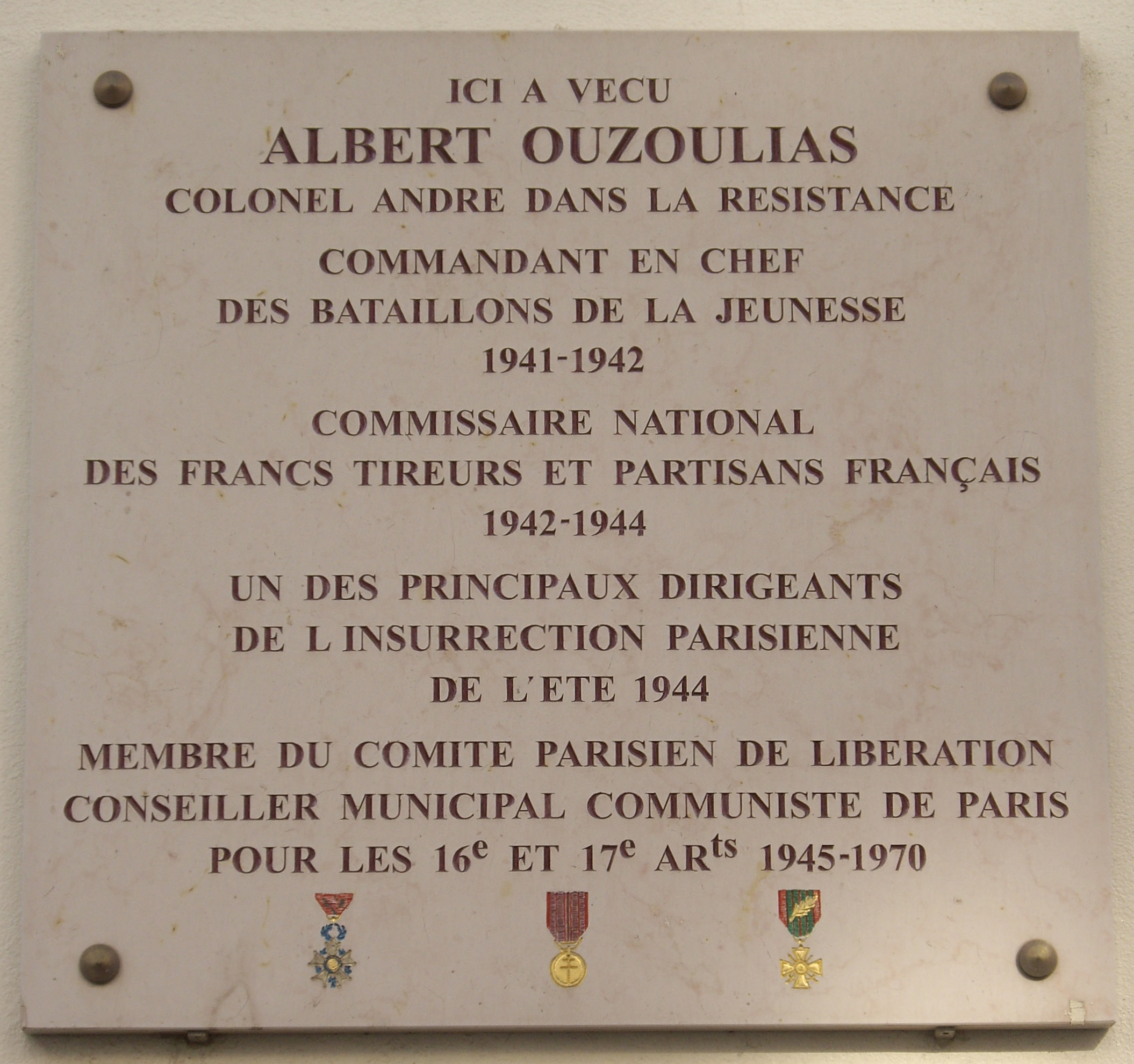
Plaque au no 9 rue du Général-Niox (16e arrondissement de Paris).

Il devint, en octobre 1932, employé au tri postal à la gare de Bourg-en-Bresse. Il adhère en 1933 au Parti communiste français (PCF), puis devient membre de la Jeunesse communiste en 1934 et en mars 1934 secrétaire du comité antifasciste de Virieu-le-Grand. Licencié des PTT, il devient manœuvre aux abattoirs de Bellegarde-sur-Valserine.

### Seconde Guerre mondiale
Ouzoulias est muté au 12e régiment d’artillerie coloniale d’Agen au début de la Seconde Guerre mondiale, avant d'épouser le 11 mai 1940 Cécile Romagon, secrétaire de l’Aube des Jeunes Filles de France et future agent de liaison de la Résistance. Il rejoint alors son unité, avant d'être fait prisonnier le 12 juin 1940.
Ouzoulias parvient ensuite à s'évader d'Autriche le 26 juillet 1941, et prend la direction des Bataillons de la Jeunesse, groupes de combat créés par la Jeunesse communiste, le 2 août 1941.
Il est alors secondé par Pierre Georges (le colonel Fabien). Ouzoulias est nommé commissaire politique adjoint à Eugène Hénaff fin 1941, alors que se constitue le premier Comité militaire national et que fusionnent l’Organisation spéciale (OS), les Bataillons de la jeunesse et des groupes spéciaux de la Main d'Œuvre Immigrée-MOI.
Charles Tillon unifie en avril 1942 les trois organisations d'obédience communiste (les Bataillons de la Jeunesse, l'Organisation spéciale et la Main d'Œuvre Immigrée-MOI) dans les Francs-tireurs et partisans (FTP), ouverts à tous les résistants.
Albert Ouzoulias est alors nommé commissaire militaire national chargé des opérations. Avec Robert Deloche, il pousse Roger Belbéoch à infiltrer la police. Chargé fin juin 1944 par la direction du PCF de la coordination de l'action militaire en région parisienne, il rencontre alors régulièrement le colonel Henri Rol-Tanguy, responsable des FTPF de l’Île-de-France, et, dans la nuit du 10 août 1944, est l’un des signataires de l’affiche appelant à l’insurrection générale. Albert Ouzoulias est reçu, avec la direction des FTP et des FFI, le 28 août 1944 par le général de Gaulle. Il organise le 2 septembre le départ pour l’Allemagne de la Brigade de Paris, placée sous le commandement du colonel Fabien qui deviendra le 151e régiment d’infanterie, avant d'être chargé de l’intégration des unités de la Résistance dans l’armée.
Ouzoulias est élu conseiller municipal de Paris et conseiller général de la Seine après-guerre, tandis qu'il devient membre de la présidence collective de l’Association nationale des anciens combattants de la Résistance. Il sera maire de la commune de Palisse (19) de 1971 jusqu'à son décès.

### Famille
Son fils, André Ouzoulias, est psychopédagogue et formateur d'enseignants.
Son petit-fils, Pierre Ouzoulias, est lui-même un homme politique, membre du Parti communiste français. Conseiller départemental des Hauts-de-Seine, élu dans le canton de Bagneux, il devient sénateur en septembre 2017. Il est élu vice-président du Sénat lors du renouvellement de 2023.

## Décorations
- Chevalier de la Légion d'honneur (1946)[7]
- Croix de guerre 1939-1945, palme de bronze
- Médaille de la Résistance française avec rosette (décret du 3 août 1946)[8]

## Hommage
- Une plaque commémorative a été apposée le 10 mars 2006 sur l’immeuble où a vécu Albert Ouzoulias, au 9 rue du Général-Niox, Paris, 16e.

## Dans la fiction
Dans le docu-fiction La Résistance réalisé en 2007 par Félix Olivier, avec Tchéky Karyo comme récitant, son rôle est joué par Marc Sollogoub.

## Œuvres
- La Vie héroïque du Colonel Fabien, Les Éditions sociales, 1945
- Les Bataillons de la jeunesse : les jeunes dans la Résistance, Les Éditions sociales, coll. « Histoire », 1er janvier 1996 (1re éd. 1967), 495 p. (ISBN 978-2209053728 et 2209053722)
- Les Fils de la nuit, Grasset, 1975 (ASIN B0000DMJ62) ; rééd. Grasset, 1994  (ISBN 2-246-02072-7 et 978-2246020721)